# 殿下渡領
殿下渡領（でんかのわたりりょう、でんかわたりりょう、でんかわたしりょう）とは、藤原氏の氏長者である藤氏長者の地位に付随して伝領される所領のこと。摂籙渡荘（せつろくわたりのしょう）、殿下御領、摂関家渡領とも。

## 概要
「殿下」とは、摂関に対する敬称で一部例外を除いて藤原北家御堂流に属する摂政関白が藤氏長者を兼ねる慣例が確立していたことによる。「渡領」とは特定の地位に付属して伝領される所領であり、太政官の官務渡領・局務渡領などがある。皇室の後院渡領も同様に平安中期に成立した渡領である。
平安中期には大和国佐保殿・備前国鹿田荘・越前国片上荘・河内国楠葉牧の4荘園が氏長者の地位とともに渡される荘園として確立した。
寛仁元年（1017年）、藤原道長が嫡男の藤原頼通に摂政及び藤氏長者の地位を譲った際にもこの4荘園は譲渡された。藤氏長者の交替時に氏長者印・朱器台盤とともに殿下渡領に関する権利の譲渡を記した「渡文」（庄々送文・庄園渡文）の継受が行われる。この4荘園は殿下渡領の基幹荘園として、代々他の荘園とは違う体制のもとで管理され、佐保殿は執事家司、鹿田荘・片上荘は執事家司または年預家司、楠葉牧は御厩別当が知行することが定められていた。他の荘園とは異なり、渡文の形式も平安中期の書式に基づいて記載された。。
後に藤氏長者が道長の子孫である御堂流によって独占されるようになると、氏院である勧学院と御堂流ゆかりの3寺院（法成寺・東北院・平等院）の所領（氏院寺領）も藤氏長者の伝領とされ、「長者の摂する所の荘園」として扱われて殿下渡領に准じる扱いを受けた。広義においては、これらの氏院寺領も殿下渡領として扱われる。ただし、渡文や定まった管理体制が存在しないことなど上記の4荘園の扱いとは異なる。14世紀に作成されて九条家に伝えられた資料に基づけば、勧学院領34箇所・法成寺領18箇所及び19末寺・東北院領34箇所・平等院領18箇所11末寺から構成されていたことが知られている。
その後も御堂流摂関家の家領は増加していくことになるが、文治2年（1186年）に九条兼実が摂政・藤氏長者に任ぜられた際、後白河院の院宣によって殿下渡領・氏院寺領のみが兼実に継承され、その他の家領は嫡流とされた近衛家が引き続き所有することになった。これ以後、殿下渡領・氏院寺領と近衛・九条両家の家領は完全に分離され、殿下渡領・氏院寺領は藤氏長者の交代とともに伝領され、それ以外の所領はそれぞれの摂関家固有の家領として子孫に伝領されることとなった。

## 主な所領

### 基幹荘園
- 大和国佐保殿並修理料所
- 河内国楠葉牧
- 越前国片上荘
- 備前国鹿田荘

### その他所領
- 信濃国太田荘
- 信濃国郡戸荘
- 信濃国蕗原荘
- 信濃国海野荘